# Die Hard (franquicia)
Die Hard (titulada Jungla de cristal en España y Duro de matar en Hispanoamérica) es una serie de películas de acción que toma su título de la película con la que se inició la serie: Die Hard, estrenada en 1988 y basada en la famosa novela de 1979 Nothing Lasts Forever, de Roderick Thorp. Las cinco películas rodadas y estrenadas hasta la fecha ponen en valor el heroísmo que John McClane (interpretado por Bruce Willis) se ve forzado a mostrar en toda una serie de situaciones límite. McClane es un detective de la Policía de Nueva York y de la Policía de Los Ángeles.

## Películas

### Duro de matar(1988)
La primera película comienza en Nochebuena, cuando McClane viene a reunirse con su separada esposa Holly (Bonnie Bedelia) en Los Ángeles en la fiesta de vacaciones de su compañía. Holly se fue para seguir su carrera junto con sus hijos, y usa su nombre de soltera.
En la ficticia Nakatomi Plaza, los terroristas de la Alemania Oriental irrumpen y toman de rehenes a los presentes. McClane logra no ser detectado y se esconde a lo largo de la construcción. Él mata a la pandilla y se entera de su verdadero objetivo, robar millones de dólares en bonos de caja de la bóveda del edificio. En el final, McClane arroja al líder terrorista, Hans Gruber (Alan Rickman), por la ventana desde treinta pisos de alto.

### Duro de matar 2(1990)
La segunda película toma lugar dos años después de su predecesora, nuevamente en Nochebuena. en Washington D. C., McClane espera a su esposa en el Aeropuerto Internacional Dulles. Los mercenarios liderados por el excoronel de las Fuerzas Especiales del Ejército de los Estados Unidos Stuart (William Sadler) se apoderan de los sistemas de comunicación del aeropuerto, varando aviones en el aire, entre ellos el que está con la esposa de McClane. El Coronel Stuart quiere liberar al capturado dictador latinoamericano (Franco Nero) de camino al aeropuerto. McClane descubre el plan, incluyendo una conspiración entre Stuart y una Unidad Antiterrorista del Ejército enviada para detenerlo. Él frustra sus planes y proporciona una señal de aterrizaje visual para los aviones dando vueltas haciendo explotar la vía de escape de los aviones enemigos.

### Duro de matar 3: la venganza(1995)
En la tercera película, McClane está de regreso en Nueva York, separado de su esposa, suspendido de la policía y al límite del alcoholismo. Un terrorista conocido solo como "Simon" (Jeremy Irons) amenaza con hacer estallar varios lugares en la ciudad a menos que McClane jugara su retorcida versión de Simón dice, acertijos y desafíos.
Zeus Carver (Samuel L. Jackson), un encargado de Harlem, salva a McClane tras el primer desafío y con mala actitud sigue ayudándolo. El FBI revela que Simon es el hermano de Hans Gruber, muerto en la primera película de la saga. McClane se entera de que la venganza es una historia de portada para robar la Reserva Federal de los Estados Unidos. McClane sigue a Simon hasta la frontera canadiense. En un helicóptero, McClane mata a Simon con una pistola y un cable eléctrico.

### Duro de matar 4.0(2007)
La cuarta película toma lugar en el Día de la Independencia de los Estados Unidos, más de una década después de su predecesora. McClane está divorciado, y distanciado de su hija Lucy (Mary-Elizabeth Winstead). Los ciberterroristas hackean las computadoras del FBI, que mandan a McClane a traer al hacker Matthew "Matt" Farrell (Justin Long) para un interrogatorio. Los asesinos a sueldo del líder terrorista Thomas Gabriel (Timothy Olyphant) intentan matar a McClane y a Farrell. Este último le dice a McClane que los terroristas en realidad están en el medio de una paralizante ataque en una guerra cibernética en la infraestructura nacional: energía, servicios públicos, tráfico, y otros sistemas controlados por computadora. A pesar de que los terroristas capturan a Lucy y Farrell, McClane frustra el plan de los criminales y salva a los rehenes.

### Duro de matar 5: un buen día para morir(2013)
La quinta película se fija unos cinco años después de su predecesora, principalmente en Moscú, Rusia y Chernobyl, Ucrania. McClane descubre que su distanciado hijo John "Jack" McClane, Jr. (Jai Courtney) fue arrestado en Moscú por asesinato. Cuando él llega al Palacio de Justicia de Moscú por Jack, unos terroristas rusos bombardean el edificio y Jack escapa con el aprisionado ex-billonario Yuri Komarov (Sebastian Koch). En una intensa persecución de automóviles, McClane persigue y salva al par. Jack, infeliz por la inesperada llegada, de mala gana recoge a su padre.
Cuando ellos paran en una casa segura de la CIA en Moscú, McClane se entera de que Jack es un agente secreto de la CIA tratando de acercarse a Komarov por su expediente que incrimina al corrupto y alto funcionario ruso Victor Chagarin (Sergei Kolesnikov). Los secuaces de Chagarin, liderados por su principal ejecutor Alik (Radivoje Bukvic), atacan la casa segura. McClane los mantiene afuera, y escapa con Jack y Komarov.
Ellos recuperan una llave para el expediente en Chernobyl, y conocen la hija de Komarov, Irina (Yuliya Snigir). Ella los delata con Alik. Los McClane escapan, sin Komarov. Jack explica que Komarov y Chagarin eran socios robando uranio apto para armas de Chernobyl, pero se hicieron enemigos luego del incidente en Chernobyl.
Allí, los McClane se enteran de que Komarov quería el uranio apto para armas para él mismo, y mató a Alik y a Chagarin. Irina, siempre del lado de su padre Komarov, trata de salvarlo. McClane va tras Irina, mientras Jack persigue a su padre. Jack arroja a Komarov del techo, él cae en la hélice del helicóptero y queda descuartizado. Cuando Irina trata de matar a los McClane, ellos saltan a un charco de agua. Irina choca su helicóptero contra el edificio en el que ellos estaban, y muere en la explosión. Padre e hijo se alejan, reconciliados.

## Futuro
Antes de la producción de A Good Day to Die Hard, Bruce Willis declaró que él esperaba retirarse del personaje de John McClane tras la sexta película. Dijo: "Por el momento, puedo correr y pelear en escena. Pero llegará el momento en el que no quiera hacerlo. Será entonces cuando me aleje de las películas de 'Die Hard'."
Los rumores que inicialmente surgieron decían que la sexta película de la serie tenía un título de trabajo de Die Hardest, que presentaría a John McClane en Tokio. Sin embargo, la 20th Century Fox ha negado esto y dijo que no hay ninguna palabra oficial sobre el futuro de la serie.
En una entrevista de 2017 el director Len Wiseman confirmó que se encargaría de la sexta película de la franquicia y que la misma ya estaba en marcha, bajo el título de Die Hard: Year One, la cual presentaría una versión joven del personaje de McClane y a la vez la versión actual, una vez más siendo el detective interpretado por Bruce Willis. La película, según el director, será "un híbrido entre precuela y secuela". Sin embargo, las dudas sobre una nueva secuela de la saga Die Hard, se instalaron nuevamente dado el reciente retiro de Bruce Willis, a causa de un problema de salud. Por lo que una nueva película de esta saga es poco probable que vea la luz.

## Desarrollo
Die Hard es una adaptación de la novela de 1979 Nothing Lasts Forever, de Roderick Thorp. Esta novela es una secuela de la novela El detective, que fue adaptada al cine con la película El detective, protagonizada por Frank Sinatra. Ambas novelas tratan del detective privado llamado Joe Leland. Die Hard 2 es una adaptación de la novela de 1987 58 Minutes, de Walter Wager. Die Hard with a Vengeance es una adaptación de un guion llamado Simon Says de Jonathan Hensleigh, y Live Free or Die Hard está basada en el artículo de 1997 A Farewell to Arms, escrito por John Carlin para la revista Wired.

## Recepción

### Taquilla
| Película                  | Fecha de estreno      | Ingresos en taquilla (en dólares) | Ingresos en taquilla (en dólares) | Ingresos en taquilla (en dólares) | Ranking de taquilla           | Ranking de taquilla          | Presupuesto | Referencia |
| Película                  | Fecha de estreno      | Nacional                          | Extranjera                        | Mundial                           | Nacional de todos los tiempos | Mundial de todos los tiempos | Presupuesto | Referencia |
| ------------------------- | --------------------- | --------------------------------- | --------------------------------- | --------------------------------- | ----------------------------- | ---------------------------- | ----------- | ---------- |
| Die Hard                  | 15 de julio de 1988   | 83 008 852                        | 57 759 104                        | 140 767 956                       | nº668                         |                              | USD 28 000  | [ 7 ]      |
| Die Hard 2                | 4 de julio de 1990    | 117 540 947                       | 122 490 147                       | 240 031 094                       | nº397                         | nº391                        | USD 70 000  | [ 8 ]      |
| Die Hard with a Vengeance | 19 de mayo de 1995    | 100 012 499                       | 266 089 167                       | 366 101 666                       | nº537                         | nº195                        | USD 90 000  | [ 9 ]      |
| Live Free or Die Hard     | 27 de junio de 2007   | 134 529 403                       | 249 002 061                       | 383 531 464                       | nº301                         | nº173                        | USD 110 000 | [ 10 ]     |
| A Good Day to Die Hard    | 14 de febrero de 2013 | 67 294 338                        | 235 174 154                       | 302 468 492                       | nº947                         | nº343                        | USD 92 000  | [ 11 ]     |
| Total                     | Total                 | 535 563 347                       | 895 585 479                       | 1 432 061 296                     |                               |                              | USD 390 000 |            |

### Crítica
Aunque la primera Die Hard ha sido acreditada como una de las mejores películas de acción de todos los tiempos, la reacción crítica hacia sus secuelas ha variado.

#### Die Hard
La Die Hard original recibió importantes elogios. Pete Croatto de FilmCritic.com llamó a la película "una perfecta película de acción en todo detalle, el tipo de película que hace tu verano memorable." James Berardinelli escribió que el filme "representa la clase de modernas películas de acción y la norma por la que deben ser juzgados." El crítico Desson Howe escribió que "Willis ha encontrado el vehículo perfecto para inclinarse sobre la autopista de Los Ángeles concurrida por 'Armas Letales' y 'Policías de Beverly Hills'." Willis también fue llamado "perfecto como el ocurrente John McClane" y "una excelente elección de casting como un sarcástico héroe de acción." La representación de Alan Rickman del villano Hans Gruber fue descrita como "maravillosa" y "un desempeño profesional." Gruber también fue posicionado en el puesto nº46 en el sector de villanos de Anexo:AFI's 100 años... 100 héroes y villanos. En 2007, Entertainment Weekly llamó a Die Hard la mejor película de acción de todos los tiempos.

#### Die Hard 2
La segunda película, Die Hard 2, recibió críticas mixtas y positivas. A pesar de que solo le dio dos estrellas a la película original, el crítico Roger Ebert le dio a este filme tres estrellas y media, y la llamó "estupendo entretenimiento." James Berardinelli llamó a la película "un tanto confuso, pero entretenido." Peter Travers escribió que "aunque impresionantemente hecha,'Die Hard 2' comienza a agotarse."

#### Die Hard with a Vengeance
La tercera película, Die Hard with a Vengeance, también recibió críticas mixtas. Owen Gleiberman de Entertainment Weekly dijo que aunque "McTiernan escenifica secuencias individuales con gran finura (...), no se suman a un todo tenso y plagado de miedo." James Berardinelli pensaba que las explosiones y las peleas estaban "filmadas con suma destreza, y fueron alucinantes por derecho propio." Samuel L. Jackson también recibió elogios por su rol en la película. Desson Howe del Washington Post pensaba que "la mejor cosa de la película era la relación entre McClane y Zeus", diciendo que Jackson estuvo "casi tan bien como 'Pulp Fiction'."

#### Live Free or Die Hard
La cuarta película, Live Free or Die Hard, fue elogiada por ser tan buena como la original. Mick LaSalle de San Francisco Chronicle afirmó que el filme "es la mejor de la serie, un vigorizante regreso al estilo del blockbuster que dominó el verano a principios de los 90s." La crítica de cine de USA Today Claudia Puig dijo que la película "ofrece caos lleno de acción a la hora de patear traseros", pero "como un convincente tecno-thriller, realmente no funciona."

#### A Good Day to Die Hard
La quinta película, A Good Day to Die Hard, fue generalmente mal recibida por los críticos. La secuela se queda con una clasificación del 14% en Rotten Tomatoes, haciéndola la película peor evaluada de toda la serie. Los críticos reprendieron a la entrega por entrar en el "territorio de una película de acción genérica", como escribió el crítico James Berardinelli, con un "guion muy usado y sin inspiración." Peter Rainer de The Christian Science Monitor escribió que "el atractivo de John siempre fue su ordinariez, pero el director John Moore lo ha hecho sobrevivir a más explosiones que el Coyote, y con apenas un rasguño." A. O. Scott del New York Times también comentó que la serie ha decaído con la película, diciendo que "todo lo que hizo a la primera 'Die Hard' memorable — los matices del personaje, el subtexto político, el ingenio vaquero — ha disminuido o fue borrado."

#### Puntuación
| Película                  | Rotten Tomatoes   | Rotten Tomatoes      | Rotten Tomatoes       | Metacritic      | CinemaScore | IMDb                | FilmAffinity        |
| Película                  | Crítica           | Críticos importantes | Audiencia             | Metacritic      | CinemaScore | IMDb                | FilmAffinity        |
| ------------------------- | ----------------- | -------------------- | --------------------- | --------------- | ----------- | ------------------- | ------------------- |
| Die Hard                  | 94% (87 reseñas)  | 83% (23 reseñas)     | 94% (572 765 votos)   | 72 (14 reseñas) | A+          | 8.2 (906 000 votos) | 7.2 (113 847 votos) |
| Die Hard 2                | 70% (66 reseñas)  | 70% (20 reseñas)     | 70% (414 532 votos)   | 67 (17 reseñas) | A           | 7.1 (372 000 votos) | 6.3 (31 844 votos)  |
| Die Hard with a Vengeance | 58% (77 reseñas)  | 48% (23 reseñas)     | 83% (411 273 votos)   | 58 (19 reseñas) | A-          | 7.6 (398 000 votos) | 6.9 (41 346 votos)  |
| Live Free or Die Hard     | 82% (208 reseñas) | 75% (60 reseñas)     | 86% (1 859 609 votos) | 69 (34 reseñas) | A-          | 7.1 (414 000 votos) | 6.2 (40 144 votos)  |
| A Good Day to Die Hard    | 15% (233 reseñas) | 13% (62 reseñas)     | 40% (117 492 votos)   | 28 (41 reseñas) | B+          | 5.2 (211 000 votos) | 4.5 (20 579 votos)  |
| Promedio                  | 64%               | 58%                  | 75%                   | 58              | A-          | 7.0                 | 6.2                 |

## Personajes
| Personajes                  | Película            | Película            | Película                  | Película                | Película                |
| Personajes                  | Die Hard            | Die Hard 2          | Die Hard with a Vengeance | Live Free or Die Hard   | A Good Day to Die Hard  |
| --------------------------- | ------------------- | ------------------- | ------------------------- | ----------------------- | ----------------------- |
| John McClane                | Bruce Willis        | Bruce Willis        | Bruce Willis              | Bruce Willis            | Bruce Willis            |
| Holly Gennaro               | Bonnie Bedelia      | Bonnie Bedelia      | (voz)                     | Bonnie Bedelia (foto)   | (mencionada)            |
| Al Powell                   | Reginald VelJohnson | Reginald VelJohnson |                           |                         |                         |
| Richard Thornburg           | William Atherton    | William Atherton    |                           |                         |                         |
| Lucy Gennaro-McClane        | Taylor Fry          | (mencionada)        |                           | Mary Elizabeth Winstead | Mary Elizabeth Winstead |
| John "Jack" McClane, Jr.    | Noah Land           | (mencionado)        |                           | (mencionado)            | Jai Courtney            |
| Hans Gruber                 | Alan Rickman        |                     | Alan Rickman (flashback)  |                         |                         |
| Karl                        | Alexander Godunov   |                     |                           |                         |                         |
| Harry Ellis                 | Hart Bochner        |                     |                           |                         |                         |
| Dwayne Robinson             | Paul Gleason        |                     |                           |                         |                         |
| Argyle                      | De'voreaux White    |                     |                           |                         |                         |
| Coronel Stuart              |                     | William Sadler      |                           |                         |                         |
| Capitán Carmine Lorenzo     |                     | Dennis Franz        |                           |                         |                         |
| Alcalde Grant               |                     | John Amos           |                           |                         |                         |
| General Ramón Esperanza     |                     | Franco Nero         |                           |                         |                         |
| Leslie Barnes               |                     | Art Evans           |                           |                         |                         |
| Zeus Carver                 |                     |                     | Samuel L. Jackson         |                         |                         |
| Simon Gruber                |                     |                     | Jeremy Irons              |                         |                         |
| Walter Cobb                 |                     |                     | Larry Bryggman            |                         |                         |
| Joe Lambert                 |                     |                     | Graham Greene             |                         |                         |
| Connie Kowalski             |                     |                     | Colleen Camp              |                         |                         |
| Matthew "Matt" Farrell      |                     |                     |                           | Justin Long             |                         |
| Thomas Gabriel              |                     |                     |                           | Timothy Olyphant        |                         |
| Frederick "Warlock" Kaludis |                     |                     |                           | Kevin Smith             |                         |
| Miguel Bowman               |                     |                     |                           | Cliff Curtis            |                         |
| Mai Linh                    |                     |                     |                           | Maggie Q                |                         |
| Trey                        |                     |                     |                           | Jonathan Sadowski       |                         |
| Yuri Komarov                |                     |                     |                           |                         | Sebastian Koch          |
| Irina                       |                     |                     |                           |                         | Yuliya Snigir           |
| Alik                        |                     |                     |                           |                         | Radivoje Bukvic         |
| Mike Collins                |                     |                     |                           |                         | Cole Hauser             |
| Viktor Chagarin             |                     |                     |                           |                         | Sergei Kolesnikov       |

## Equipo y otros
| Equipo/Detalles          | Película                                                                                  | Película | Película                                                         | Película | Película                                         |
| Equipo/Detalles          | Die Hard                                                                                  | Die Hard 2 | Die Hard with a Vengeance                                        | Live Free or Die Hard | A Good Day to Die Hard                           |
| ------------------------ | ----------------------------------------------------------------------------------------- | --- | ---------------------------------------------------------------- | --- | ------------------------------------------------ |
| Dirección                | John McTiernan                                                                            | Renny Harlin | John McTiernan                                                   | Len Wiseman | John Moore                                       |
| Música                   | Michael Kamen                                                                             | Michael Kamen | Michael Kamen                                                    | Marco Beltrami Temas: Michael Kamen | Marco Beltrami Temas: Michael Kamen              |
| Guion                    | Guion: Steven E. de Souza, Jeb Stuart Basada en: Nothing Lasts Forever, de Roderick Thorp | Guion: Steven E. de Souza, Doug Richardson Basada en: 58 Minutes, de Walter Wager Personajes por: Roderick Thorp | Guion: Jonathan Hensleigh Algunos personajes por: Roderick Thorp | Guion: Mark Bomback Historia por: Mark Bomback, David Marconi Basada en: A Farewell to Arms, de John Carlin Personajes por: Roderick Thorp | Guion: Skip Woods Personajes por: Roderick Thorp |
| Clasificación por edades |                                                                                           | |                                                                  | |                                                  |
| Duración                 | 131 minutos                                                                               | 124 minutos | 131 minutos                                                      | 129 minutos | 97 minutos                                       |

## Otros medios

### Videojuegos
Un número de videojuegos basados en la exitosa franquicia de películas Die Hard han sido lanzados a través de los años, que van desde beat 'em ups hasta videojuegos de disparos en primera persona. Mientras algunos de los juegos están basados directamente en las películas, algunos detallan las aventuras de John McClane entre o después de las películas.

#### Títulos
- Die Hard para Nintendo Entertainment System
- Die Hard para TurboGrafx-16
- Die Hard para MS-DOS
- Die Hard 2: Die Harder para Commodore Amiga
- Die Hard Arcade para arcade y Sega Saturn
- Die Hard Trilogy para PC, PlayStation y Sega Saturn
- Die Hard Trilogy 2: Viva Las Vegas para PC y PlayStation
- Die Hard: Nakatomi Plaza para PC
- Die Hard: Vendetta para Nintendo GameCube, Xbox y PlayStation 2

### Cómics
En mayo de 2009, BOOM! Studios anunció que estarían lanzando una serie de cómics de Die Hard que serviría como una "precuela" de la primera película. Su historia se fija en 1976 y sigue a John McClane como un policía novato en el NYPD, y está escrita por Howard Chaykin. El primer número de Die Hard: Year One fue lanzado el 20 de septiembre de 2009. Ocho números han sido lanzados, el octavo lanzado el 12 de abril de 2010.
La descripción original dice:

Todo genial héroe de acción se inició en alguna parte. Batman Begins. Bond tuvo su Casino Royale. Y para John McClane, más de una década antes que la primera película de Die Hard, él es sólo otro policía novato, un muchacho de la Costa Este trabajando en obtener su insignia en Nueva York durante el Bicentenario de 1976... y al Hijo de Sam. Qué malo para John McClane, nada es nunca tan fácil.